# Bracon fulvipes
Bracon fulvipes är en stekelart som beskrevs av Christian Gottfried Daniel Nees von Esenbeck 1834. Bracon fulvipes ingår i släktet Bracon och familjen bracksteklar. Arten är reproducerande i Sverige.

## Underarter
Arten delas in i följande underarter:
- B. f. glabratus
- B. f. apionis